# 比格拉
比格拉，是西班牙拉里奥哈自治区的一个市镇。总面积42平方公里，总人口339人（2001年），人口密度8人/平方公里。